# Świętajno Łąckie
Świętajno – jezioro w Polsce położone w województwie warmińsko-mazurskim, w powiecie szczycieńskim, w gminie Świętajno.

## Dane
- Powierzchnia - 175 ha
- Głębokość średnia - 4,5 m
- Głębokość maksymalna - 12 m
- Położenie lustra wody - 138,4 m n.p.m.
- Typ - rynnowe, sandaczowe
- Jezioro jest otwarte, przepływa przez nie rzeka Szkwa (Rozoga)

## Opis
Jest to wąskie i mocno wydłużone jezioro, położone w kierunku północny zachód – południowy wschód. Z północy na południe przepływa przez nie rzeka Szkwa (Rozoga). Brzegi na ogół łagodnie wzniesione lub płaskie, tylko miejscami strome. W większości otacza je las, na południu łąki. Wzdłuż wschodniego brzegu biegnie droga, w połowie długości utwardzona. Dojazd: Szczytno – Olszyny – Świętajno – Kolonia, następnie na północ w stronę Racibora. W dolinie znajdującej się ok. 1000 m na zachód znajdują się dwa inne jeziora: Piasutno i Nożyce

## Nazwa
Jezioro nosi identyczną nazwę jak jezioro Świętajno położone przy wsi Narty, dlatego aby uniknąć pomyłek czasem się stosuje różne nazwy. Opisywane jezioro nazywane jest albo po prostu Świętajno, albo Świętajno k. Kolonii, natomiast drugie nazywane jest albo Narty, albo Świętajno k. Nart. Dawniej używane niemieckie nazwy jeziora to: Satzeburger See, Schwentainer See i Schwentheim.

## Turystyka
Jezioro jest typu sandaczowego, dość czyste. Nowe pomosty, "platformy" i przebieralnie. Oprócz zabudowań wiejskich także domki letniskowe i pola namiotowe. Teren bardzo cichy i spokojny. Dojście do wody dość trudne. Możliwość wynajęcia sprzętu pływającego.